# FC Échirolles
Câu lạc bộ bóng đá d'Échirolles là một câu lạc bộ bóng đá Pháp thành lập năm 1949. Họ có trụ sở tại Échirolles, gần Grenoble ở Isère, Pháp. Đội chơi ở Stade Eugène Thénard ở Échirolles.
FC Échirolles đã lọt vào vòng 7 của Coupe de France trong nhiều lần, đáng chú ý nhất là chịu thất bại 4-1 trước Olympique de Marseille trong mùa giải 1995-96.

## Danh hiệu
- Championnat de DH Rhône-Alpes: 2000-01, 2004-05, 2010-11
- Coupe Rhône-Alpes: 2004-05